# Samuel Friedrich Biegon von Czudnochowski
Samuel Friedrich Biegon, ab 1821 Biegon von Czudnochowski, (* 19. September 1789 in Baldenburg; † 28. Februar 1864 in Neuwied) war ein deutscher Politiker.

## Leben und Wirken
Samuel Friedrich Biegon wurde am 17. März 1821 als Biegon von Czudnochowski in den preußischen Adelsstand erhoben. Er hatte an den Befreiungskriegen teilgenommen, dafür das Eiserne Kreuz II. Klasse erhalten und stand zuletzt als Kapitän bei der 7. Artillerie-Brigade der Preußischen Armee.
Nach rund dreißigjähriger Dienstzeit nahm Biegon von Czudnochowski als Major seinen Abschied und wurde am 5. November 1838 zum kommissarischen Bürgermeister der damaligen Stadt Steele ernannt. Ab 1. Februar 1840 übernahm er dieses Amt in Personalunion auch für die Bürgermeisterei Altenessen, die 1813 gegründet wurde und zu der bis 1874  Frillendorf, Huttrop, Karnap, Schonnebeck, Katernberg, Rotthausen, Rüttenscheid und Stoppenberg gehörten. Beide Ämter bekleidete er bis 1844. Im Anschluss wurde er kommissarischer Bürgermeister von Evinghoven, Hülchrath und Wevelinghoven, ohne endgültig bestätigt worden zu sein. 
1846 wurde Biegon von Czudnochowski zum ersten Meister vom Stuhl der Johannis-Freimaurerloge „Vorwärts“ in Mönchengladbach gewählt, er galt dabei als Motor deren Gründung.
In der Bürgermeisterei Wevelinghoven war er ab 1847 Steuerempfänger. 1855 trat er in den Ruhestand.
In Essen-Schonnebeck wurde 1958 die Biegonstraße nach ihm benannt.